# بيقية ضبعية
البيقية الضبعية (باللاتينية: Vicia hyaeniscyamus) نوع نباتي يتبع جنس البيقية من الفصيلة البقولية.

## الموئل والانتشار
موطنها بلاد الشام وهي نادرة الوجود.

## الوصف النباتي
نبات عشبي. الورقة ريشية مركبة تنتهي بمحلاق.